# گنجینه طلای فترسفلده

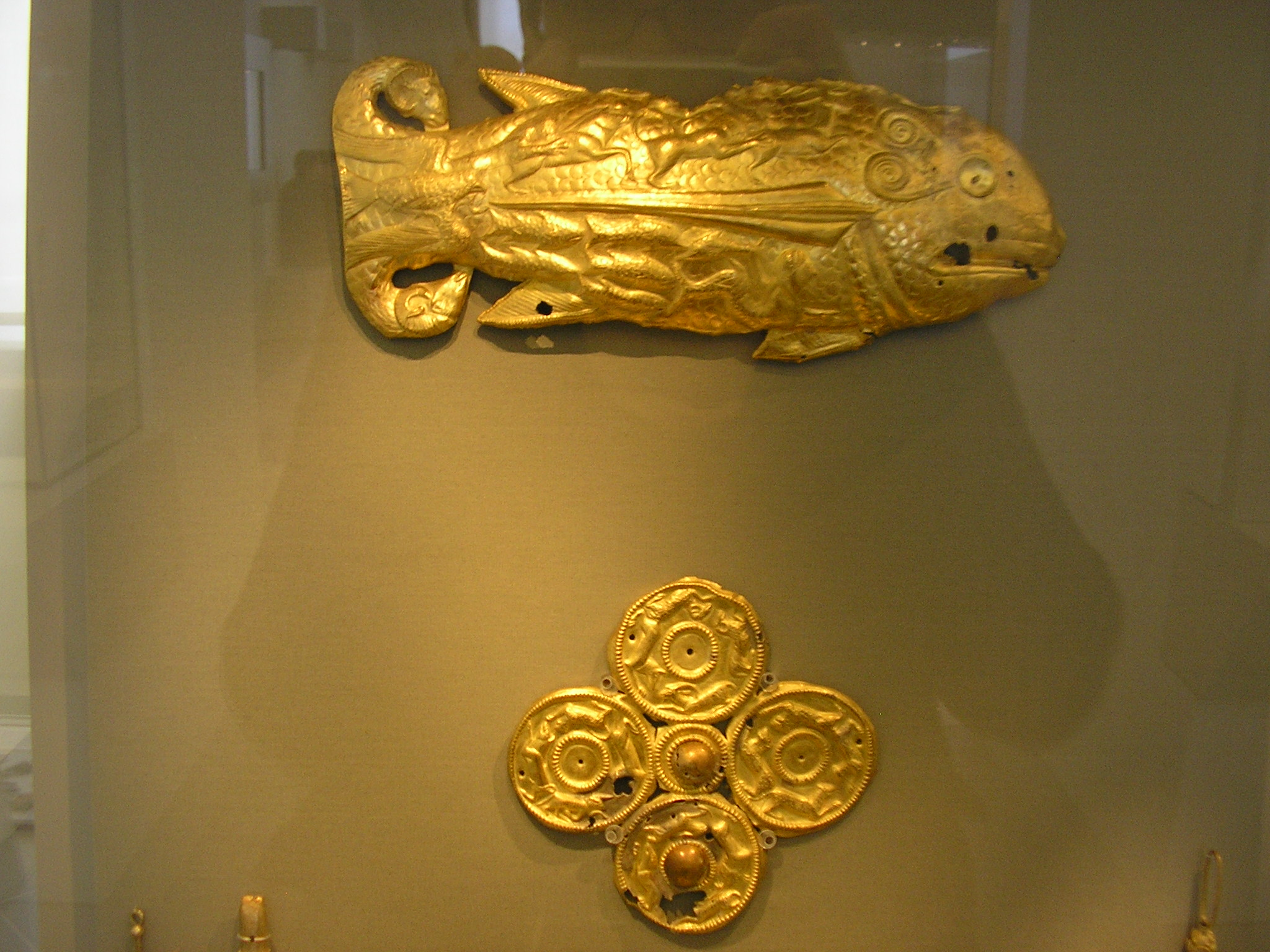
ماهی طلایی یکی از معروف‌ترین یافته‌های این گنجینه است و در موزه اشیاء آنتیک برلین نگهداری نیشود

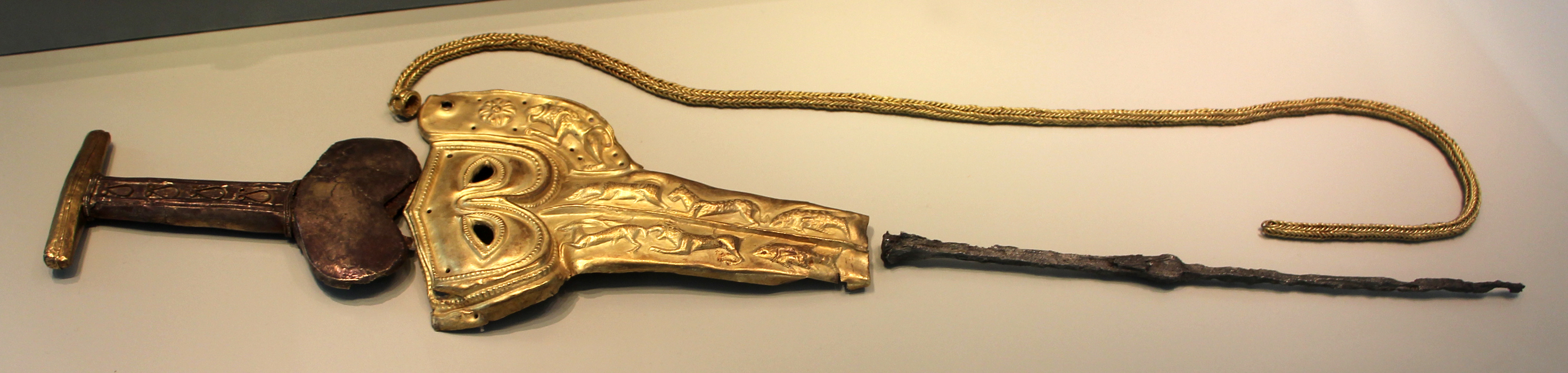
سلاح خنجر مانند سکاها با غلاف طلایی

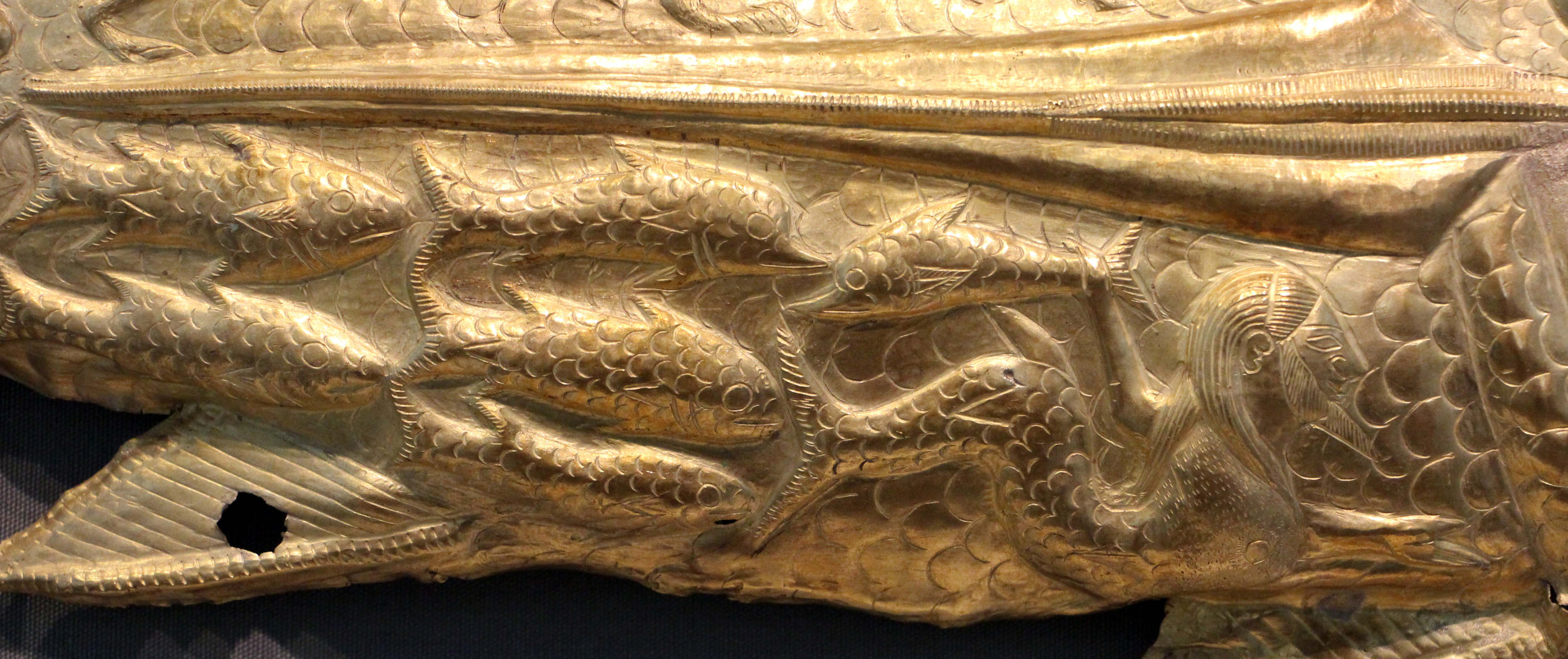
بخشی از بدنه ماهی طلایی

گنجینه طلای فترسفلده، (به آلمانی: Goldschatz von Vettersfelde) واقع در شهر ویتاشکووُ (Witaszkowo) (فترسفلده آلمان تا پایان جنگ جهانی دوم) در لهستان، گنجینه ایست با قدمت بیش از ۳۰۰۰ سال که کشاورزهای آلمانی در سال ۱۸۸۲ م آنرا ضمن شخم زدن زمین به طور اتفاقی پیدا کردند. در این مکان اسلحه، افزار، زیورآلات و قطعات تزئینی بسیاری از سکاها که به عنوان جنگجویان و مهاجرین ایرانی به این منطقه آمده و سپس اسکان گزیدند یافت شده (از جمله برخی از لشکریان اعزامی داریوش اول در سال ۵۱۳ قبل از مسیح). دکتر «گرد گروپ» استاد دانشگاه هامبورگ و مدیر موزه ایران در هامبورگ در کتاب «زرتشت و آیین میترا» (موضوع اصلی کتاب: ردپای ایرانیان در اروپا) بسیاری از یافته‌های این گنجینه را ارزیابی و با تصویر معرفی کرده